# Carbometer
Carbometer är en av bergsingenjören Gunnar Malmberg och byrådirektören Gunnar Holmström 1914–1923 uppfunnen apparat, med vars hjälp kolhalten i stålsmältor kan bestämmas snabbt och tillförlitligt på magnetisk väg. 
Carbometern är huvudsakligen avsedd att användas vid ståltillverkning enligt bessemer- och martinmetoderna samt vid elektriska ugnar. För carbometern tas ett prov av smältan, som gjuts till en provstav, vilken, sedan den kallnat, insätts i apparaten, där den efter magnetisk bearbetning ger utslag på en ballistisk galvanometer. Av detta utslag utläses direkt på en kurva eller tabell provets kolhalt. Hela denna procedur tar omkring 1½ minut för härdade och 2½ minut för ohärdade prov. Noggrannheten är vid denna metod densamma som vid kemisk analys eller omkring ±0,01 % kol. 
Stålets magnetiska egenskap fås fram hos provet på följande sätt: medelst en stålmagnet eller en strömförande spole magnetiseras detsamma mellan två givna värden på det magnetiserande fältet, till dess att magnetisk jämvikt inträtt, det vill säga cykeln, som representerar upp- och avmagnetiseringen mellan dessa värden, blir konstant. Denna bearbetning utförs automatiskt och alltid lika av ett i apparaten befintligt urverk, som skall dras upp vid provets insättande och utlösas genom nedtryckandet av en knapp. Efter dessa magnetiseringar förblir provet magnetiserat av den större fältstyrkan, till dess en andra knapp nedtrycks, då det magnetiserande fältet nedgår till det lägre värdet. Den magnetism, som provet härvid släpper, får inducera en strömstöt i en omkring provet befintlig trådspole, sluten genom den förut nämnda ballistiska galvanometern. Utslaget på denna är nu ett mått på den magnetism provet tappat och denna i sin tur en funktion av provets kolhalt. Just denna magnetiska egenskap har visat sig dels besitta tillräcklig konstans för viss kolhalt, dels ändra sig mycket med kolhalten. Emedan ifrågavarande magnetiska egenskap är en skillnad mellan två magnetflöden, röner den föga inflytande av den magnetiska kretsens beskaffenhet, och andra i stålet ingående legeringsämnen än kol har relativt ringa inflytande på densamma. Vid tillverkning av stål med speciella legeringsämnen får dessa ämnens inflytande empiriskt utrönas och speciella kurvor eller tabeller uppgöras för att då användas till carbometern. 
Holmström och Malmberg tilldelades Kungliga Ingenjörsvetenskapsakademiens mindre guldmedalj för uppfinningen av carbometern. Den tillverkades av AB Alpha i Sundbyberg och fick en vidsträckt användning inom världens stålindustri. Det dröjde nästan 50 år innan den överflyglades av andra hjälpmedel.